# Arpade
Arpade ou Arpad (provavelmente moderno Tel Rifate, Síria) era uma cidade aramaica siro-hitita localizada no noroeste da Síria, ao norte de Alepo. Tornou-se a capital do estado aramaico de Bite Agusi, estabelecido por Gusi de Iacam no século IX a.C.. Bite Agusi se estendeu da área de Azaze, no norte, até Hamate, no sul.
Arpade mais tarde se tornou uma grande cidade vassala do Reino de Urartu. Em 743 a.C., durante a Guerra Urartu-Assíria, o rei neoassírio Tiglate-Pileser III sitiou Arpade após a derrota do exército urartuano de Sarduri II em Sansate. Mas a cidade de Arpade não se rendeu facilmente. Tiglate-Pileser levou três anos de cerco para conquistar Arpade, após o que massacrou seus habitantes e destruiu a cidade. Depois, Arpade serviu como capital da província. Tel Rifate, que provavelmente é os restos de Arpade, tem paredes ainda preservadas a uma altura de 8 metros.